# Invictus Games
Gli Invictus Games sono un evento sportivo che prevede la competizione tra veterani di guerra, che hanno contratto disabilità permanenti in servizio o per causa di servizio, in diverse discipline sportive.
Il nome ha origine da Invictus, aggettivo latino che significa non vinto, invincibile ed indomito e dalla poesia Invictus di William Ernest Henley.

## Storia

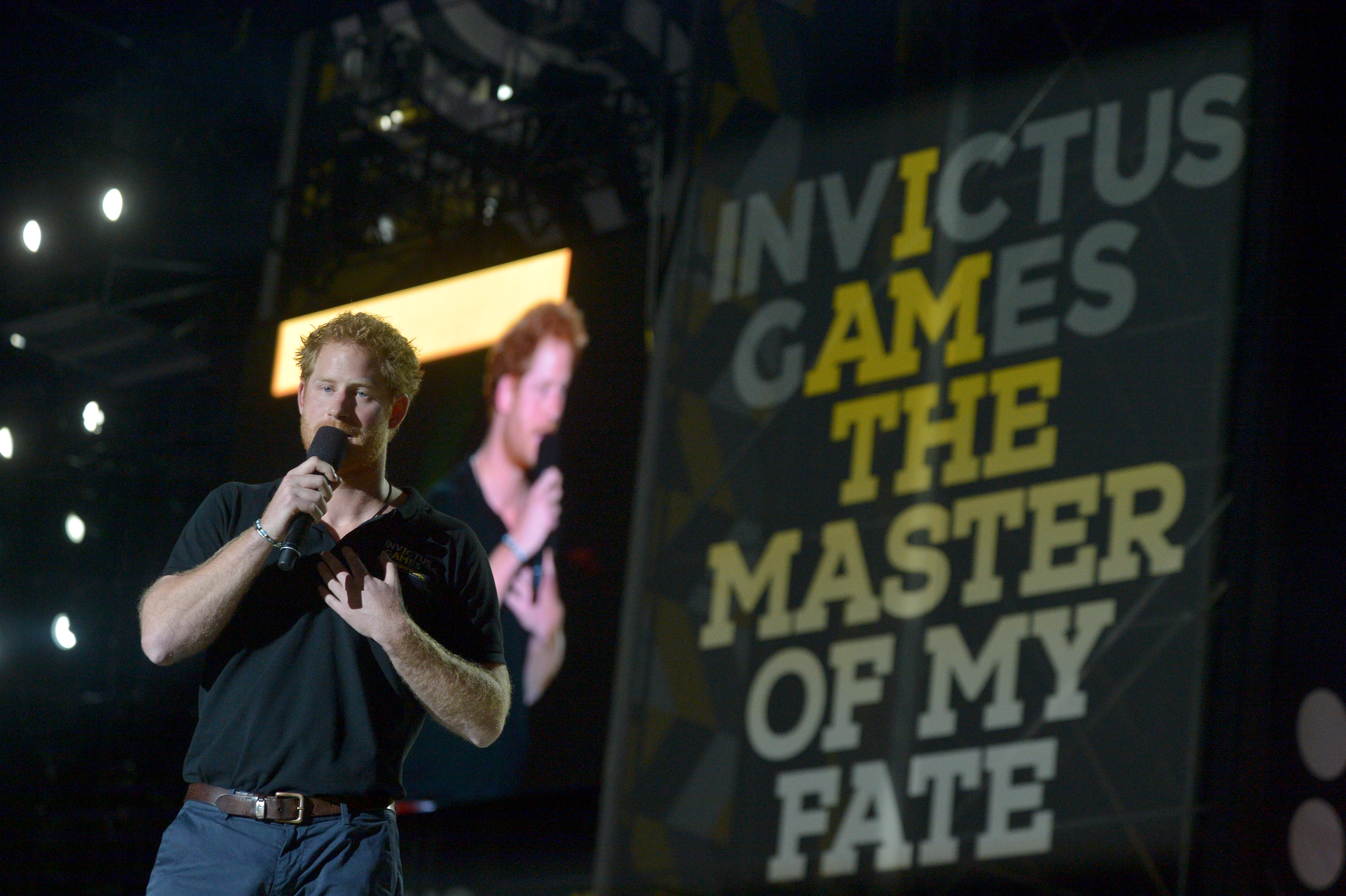
Il Principe Harry, creatore degli Invictus Games e patrono della Invictus Games Foundation.

I giochi sono stati presentati il 6 marzo 2014 dal Principe Henry del Galles alla Copper Box Arena a Londra, impianto sportivo costruito in occasione dei Giochi della XXX Olimpiade di Londra.
Dopo aver visto una squadra britannica competere agli Warrior Games, tenutesi in Colorado nel 2013, il principe voleva creare un evento simile nel Regno Unito, ma a livello internazionale. Con l'aiuto del Sindaco di Londra Boris Johnson, del Comitato Organizzatore di Londra per i Giochi Olimpici e del Ministro della Difesa, l'evento è stato organizzato nel giro di 10 mesi.
Al lancio dell'evento il principe ha dichiarato che i giochi: "possono testimoniare il potere dello sport nell'ispirare il recupero, supportare la riabilitazione e dimostrare che esiste vita oltre la disabilità".
L'Invictus Games Foundation è stata creata dopo il successo della prima edizione degli Invictus Games per supportare e controllare lo svolgimento delle edizioni future. La Fondazione decide le discipline praticate durante gli Invictus Games e anche le nazioni che possono essere invitate a partecipare. Nel 2021, il Duca e la Duchessa di Cambridge hanno donato 1 milione di dollari alla Invictus Games Foundation per sostenere i veterani di guerra feriti.

## Edizioni
| Edizione | Sede                           | Paesi partecipanti | Cerimonia di apertura | Cerimonia di chiusura |
| 2014     | Londra, Regno Unito            | 14                 | 10 settembre 2014     | 14 settembre 2014     |
| 2016     | Orlando, Stati Uniti d'America | 15                 | 8 maggio 2016         | 12 maggio 2016        |
| 2017     | Toronto, Canada                | 17                 | 23 settembre 2017     | 30 settembre 2017     |
| 2018     | Sydney, Australia              | 18                 | 20 ottobre 2018       | 27 ottobre 2018       |
| 2020     | L'Aia, Paesi Bassi             | 17                 | 16 aprile 2022        | 22 aprile 2022        |
| 2023     | Düsseldorf, Germania           | 21                 | 9 settembre 2023      | 16 settembre 2023     |
| 2025     | Vancouver e Whistler, Canada   | 23                 | 8 febbraio 2025       | 16 febbraio 2025      |
| 2027     | Birmingham, Regno Unito        |                    |                       |                       |

### Invictus Games 2014

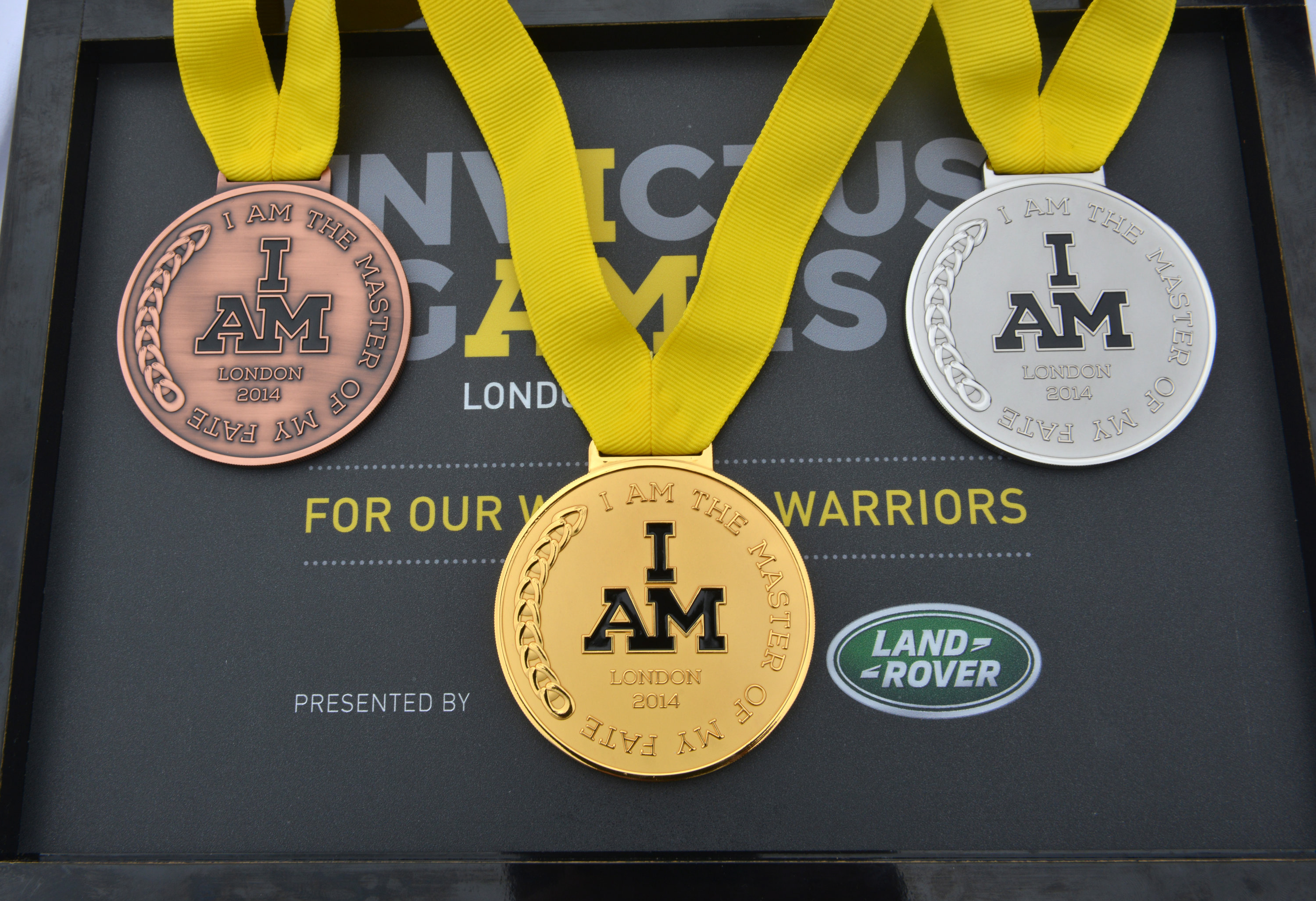
Medaglie di Londra 2014.

La prima edizione si è svolta dal 10 al 14 settembre 2014 a Londra nel Regno Unito e hanno partecipato oltre 400 atleti da 13 nazioni che hanno lottato a fianco del Regno Unito nei recenti conflitti armati.
Le competizioni si sono tenute al Parco Olimpico di Londra, complesso sportivo realizzato per le gare dei XXX Giochi olimpici e dei XIV Giochi paralimpici estivi, situato ad est di Stratford.
La cerimonia di apertura della prima edizione ha visto la partecipazione del Principe Harry, il Primo Ministro David Cameron, il Principe Carlo, la duchessa di Cornovaglia, Camilla, il Principe William e di Federico, principe ereditario di Danimarca. Inoltre la cerimonia includeva un messaggio registrato dalla First Lady Michelle Obama.
Il concerto della cerimonia di chiusura è stato presentato da Nick Grimshaw e Fearne Cotton, con performance dal vivo di Foo Fighters, Kaiser Chiefs, James Blunt, Rizzle Kicks, Ryan Adams ed Ellie Goulding.

#### Paesi partecipanti
14 nazioni sono state invitate all'evento: 8 dall'Europa, 2 dall'Asia, 2 dal Nord America e 2 dall'Oceania. Tranne l'Iraq, tutte le nazioni invitate hanno partecipato.
- Afghanistan
- Australia
- Canada
- Danimarca
- Estonia

- Francia
- Georgia
- Germania
- Italia[11]
- Nuova Zelanda

- Paesi Bassi
- Regno Unito
- Stati Uniti

#### Discipline

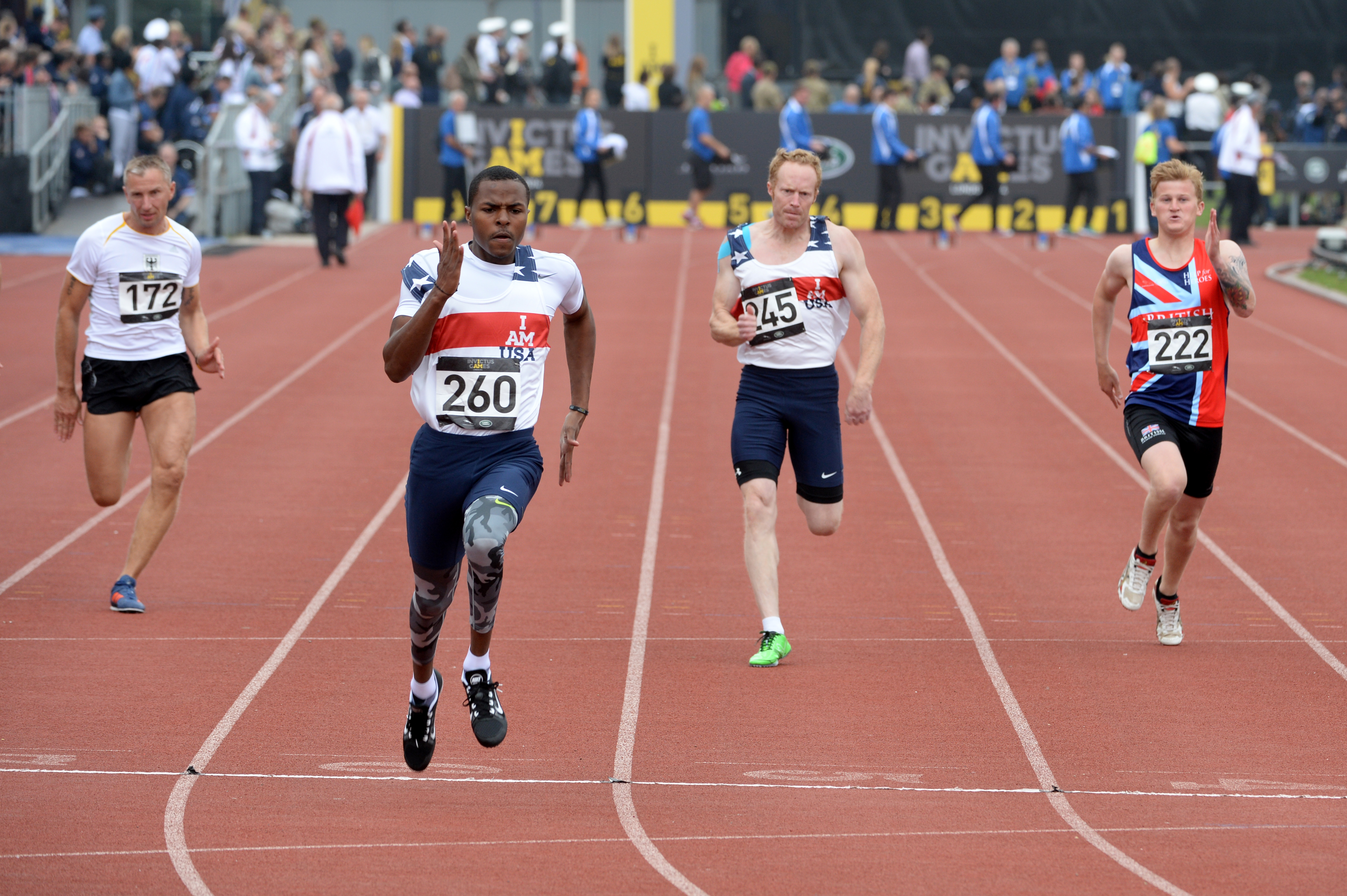
Quattro velocisti durante la competizione di atletica leggera paralimpica a Londra 2014.

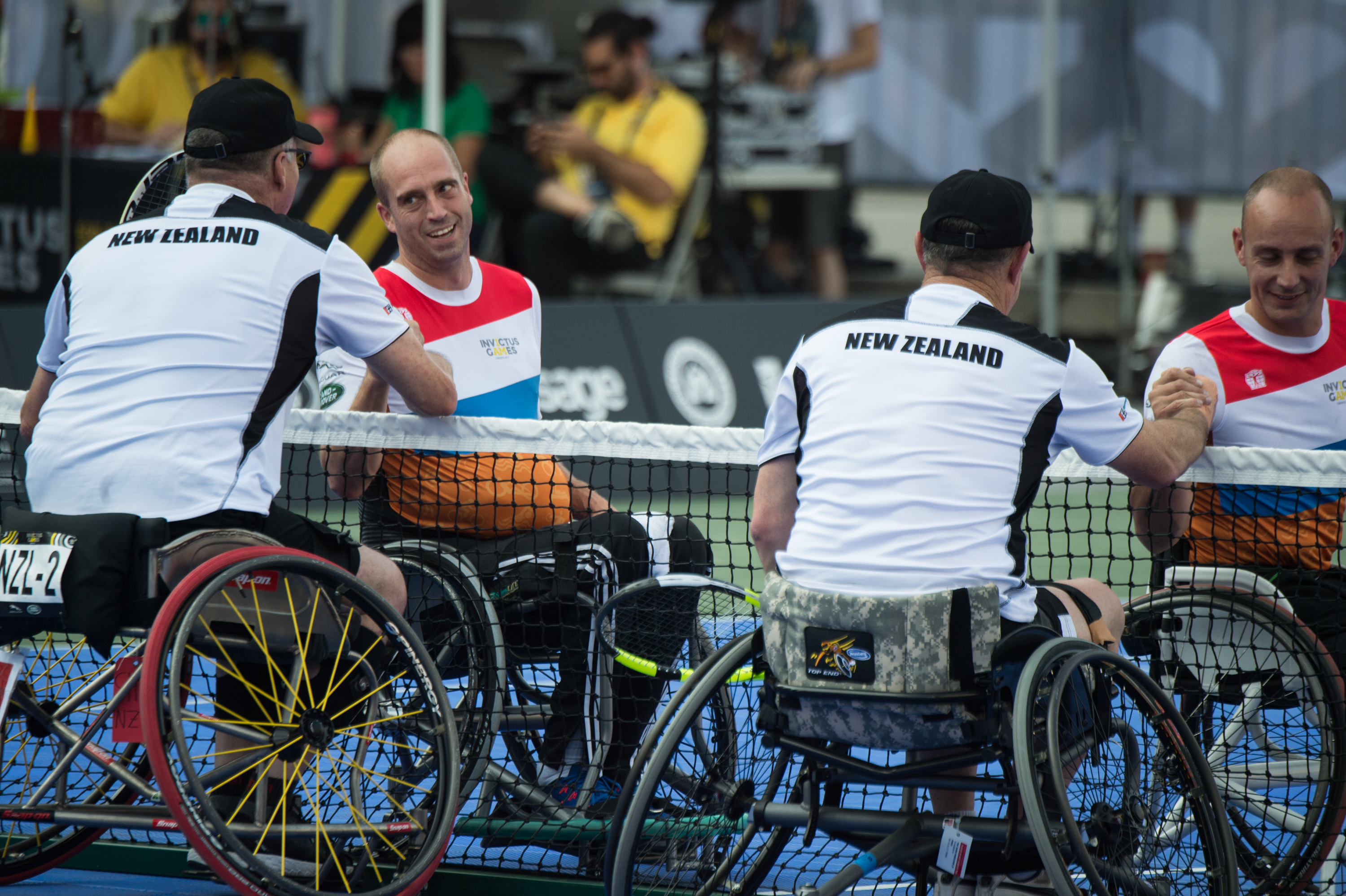
La Nuova Zelanda e Paesi Bassi si stringono la mano alla fine di una competizione di tennis in carrozzina a Toronto 2017.

Oltre ai classici sport paralimpici, lo sponsor Jaguar Land Rover ha organizzato anche una competizione di guida.
- Atletica leggera paralimpica
- Ciclismo su strada paralimpico
- Ciclismo su strada
- Guida

- Indoor rowing
- Nuoto paralimpico
- Pallacanestro in carrozzina
- Pallavolo paralimpica

- Powerlifting paralimpico
- Rugby in carrozzina
- Tiro con l'arco

### Invictus Games 2016

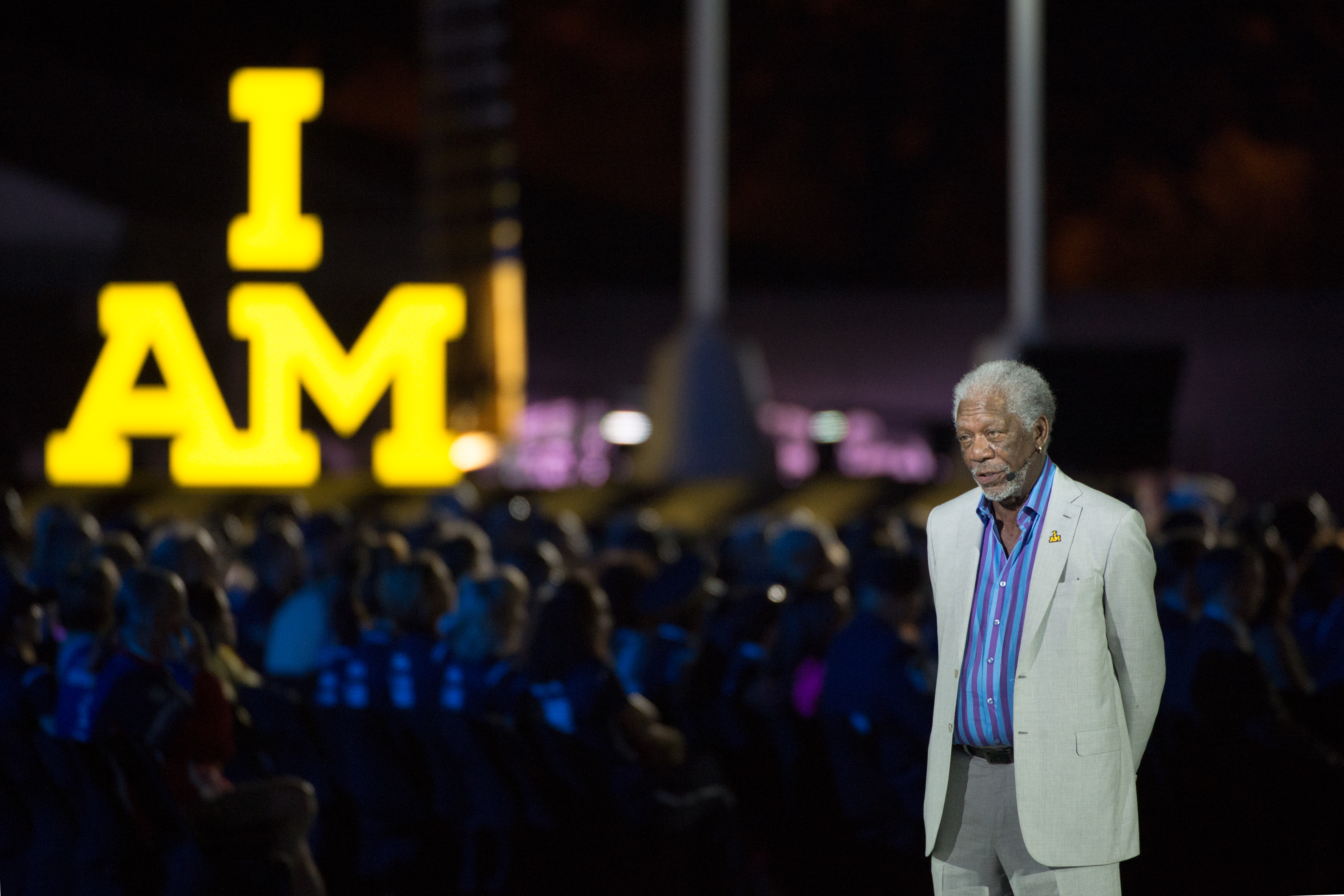
Morgan Freeman alla cerimonia di apertura della seconda edizione.

La seconda edizione è iniziata l'8 marzo 2016 all'ESPN Wide World of Sports Complex del Walt Disney World Resort a Orlando, Florida, negli Stati Uniti d'America.
La cerimonia d'apertura ha visto la presenza, tra gli altri, del Principe Harry, dalla Fist Lady Michelle Obama e del 43º Presidente degli Stati Uniti George W. Bush. Il Presidente degli Stati Uniti Barack Obama e la Regina Elisabetta II del Regno Unito hanno contribuito alla promozione dell'evento con un video.

#### Paesi partecipanti
Alla competizione hanno partecipato oltre 485 atleti.

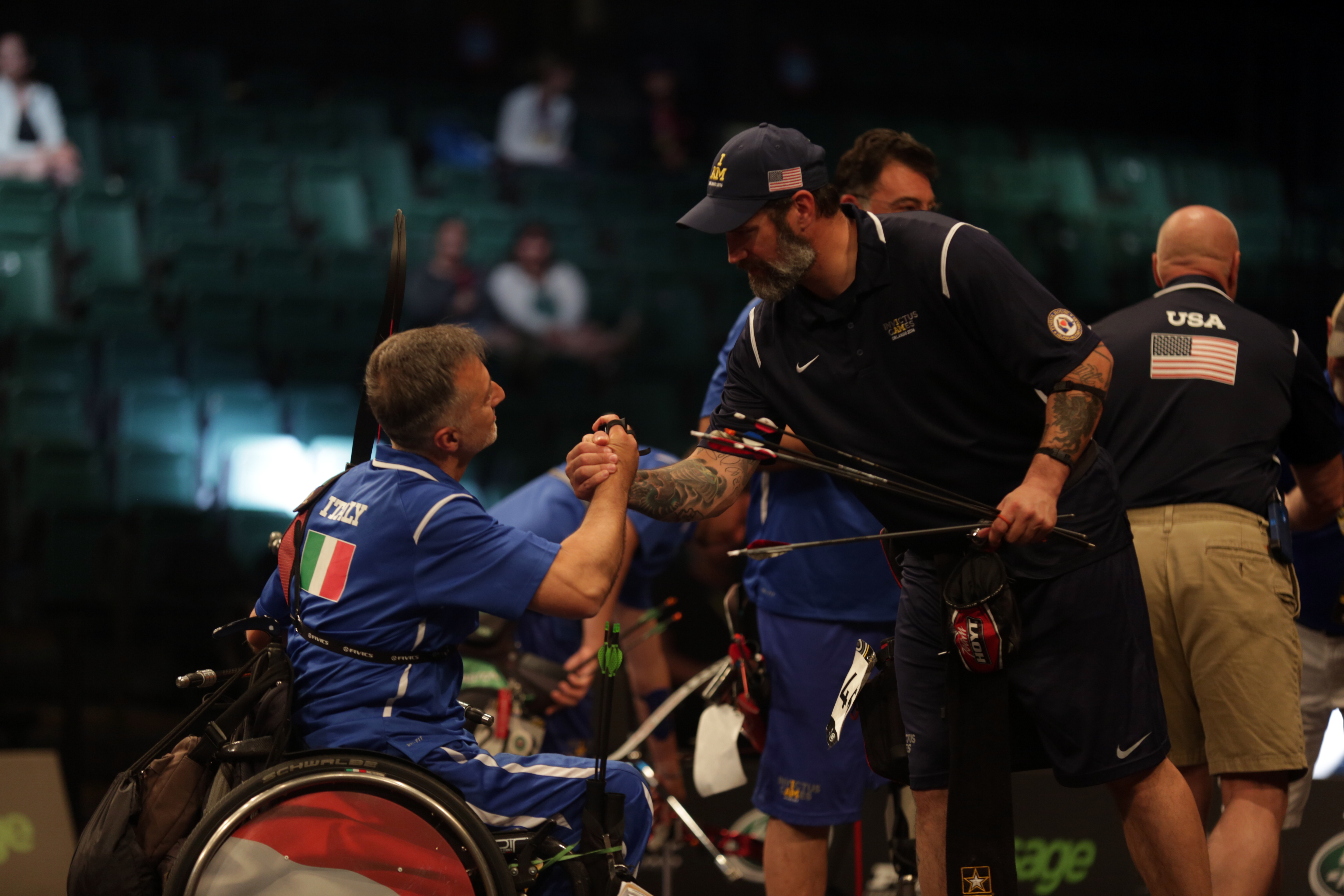
Un arciere italiano alle competizioni di tiro con l'arco ad Orlando 2016.

Le 14 nazioni invitate a Londra 2014, sono state nuovamente invitate. La Giordania è stata l'unica nuova aggiunta.
- Afghanistan
- Australia
- Canada
- Danimarca
- Estonia

- Francia
- Georgia
- Germania
- Giordania
- Italia

- Iraq
- Nuova Zelanda
- Paesi Bassi
- Regno Unito
- Stati Uniti

#### Discipline
Oltre ai classici sport paralimpici, lo sponsor Jaguar Land Rover ha organizzato anche una competizione di guida.
- Atletica leggera paralimpica
- Ciclismo su strada paralimpico
- Ciclismo su strada
- Guida
- Indoor rowing

- Nuoto paralimpico
- Pallacanestro in carrozzina
- Pallavolo paralimpica
- Paratriathlon
- Powerlifting paralimpico

- Rugby in carrozzina
- Tennis in carrozzina
- Tiro con l'arco

### Invictus Games 2017

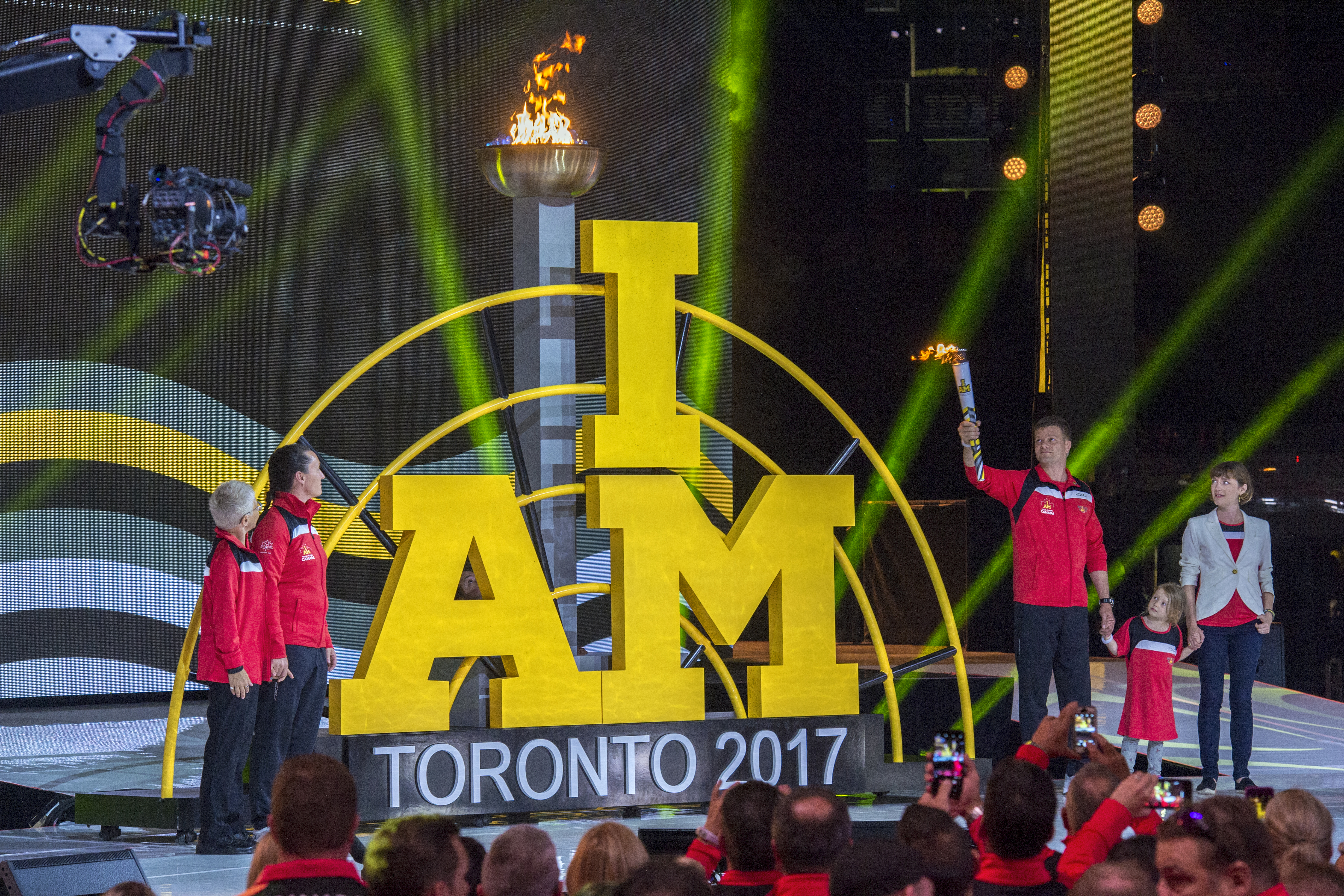
La squadra canadese accende la torcia durante la cerimonia d'apertura di Toronto 2017.

La terza edizione si è tenuta dal 23 al 30 settembre 2017 a Toronto, Canada.
La staffetta della torcia si è tenuta dal 19 agosto al 26 settembre, visitando tutte le 32 basi militari canadesi e le comunità vicine. È stata trasportata da oltre 1000 tedofori per oltre 7000 km.
Alla cerimonia di apertura il Primo Ministro Canadese, Justin Trudeau, ha dichiarato: "Gli Invictus Games sono un modo unico e potente per onorare coloro che hanno sacrificato così tanto per conto del loro paese. Rappresentano il meglio e meritano la nostra gratitudine per sempre. Nei prossimi otto giorni, i giochi Invictus metteranno in luce la forza e la capacità di recupero che hanno caratterizzato il loro servizio.".

#### Paesi partecipanti
Hanno partecipato circa 550 atleti di 17 nazioni diverse.
Le 15 nazioni invitate ad Orlando 2016, sono state nuovamente invitate. Hanno fatto il loro debutto anche Ucraina e Romania.
- Afghanistan
- Australia
- Canada
- Danimarca
- Estonia
- Francia

- Georgia
- Germania
- Giordania
- Italia
- Iraq
- Nuova Zelanda

- Paesi Bassi
- Regno Unito
- Romania
- Stati Uniti
- Ucraina

#### Discipline
Oltre ai classici sport paralimpici, lo sponsor Jaguar Land Rover ha organizzato anche una competizione di guida.
- Atletica leggera paralimpica
- Ciclismo su strada paralimpico
- Ciclismo su strada
- Golf
- Guida

- Indoor rowing
- Nuoto paralimpico
- Pallacanestro in carrozzina
- Pallavolo paralimpica
- Powerlifting paralimpico

- Rugby in carrozzina
- Tennis in carrozzina
- Tiro con l'arco

#### Sedi di gara

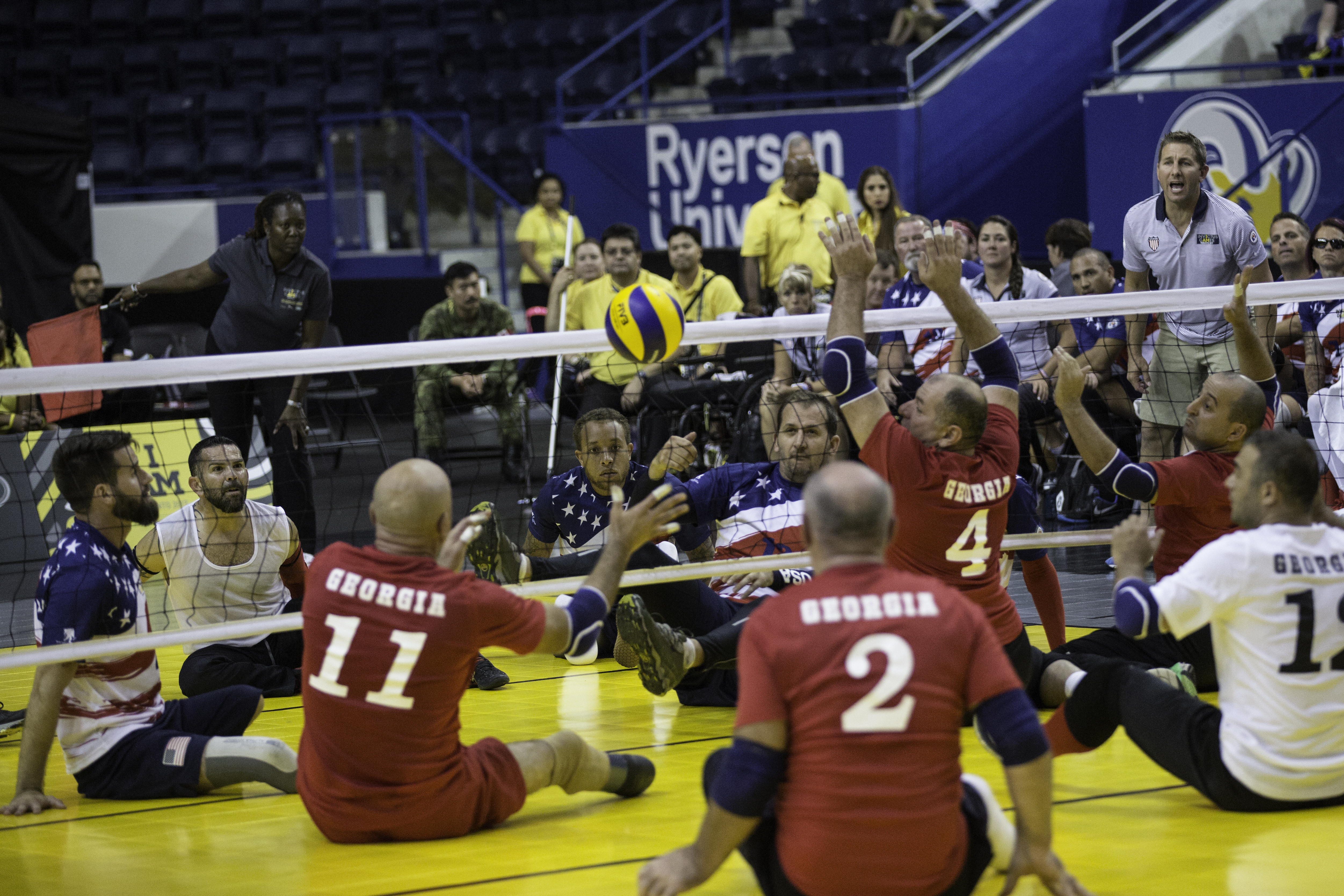
Partita di pallavolo paralimpica tra Stati Uniti e Georgia a Toronto 2017.

Diversamente dalle altre edizioni in cui le discipline si tenevano tutte in un solo complesso sportivo, per gli Invictus Games di Toronto sono state selezionate diverse sedi di gara sparse nella Greater Toronto Area, alcune delle quali utilizzate per i XVII Giochi panamericani tenutesi nel 2015.
- Air Canada Centre - cerimonia di apertura e di chiusura
- York Lions Stadium - atletica
- Fort York National Historic Site - tiro con l'arco
- Toronto Pan Am Sports Centre - nuoto, pallavolo paralimpica e pallacanestro in carrozzina
- Nathan Phillips Square - tennis in carrozzina
- Mattamy Athletic Centre - indoor rowing, powrlifting paralimpico, pallavolo paralimpica, pallacanestro in carrozzina e rugby in carrozzina
- St. George's Golf and Country Club - golf
- High Park - ciclismo
- Distillery District - guida

### Invictus Games 2018
Nel novembre 2016 Sydney, Australia, è stata scelta per ospitare la quarta edizione dei giochi, programmata dal 20 al 27 ottobre 2018.

#### Paesi partecipanti
Hanno partecipato un totale di 491 atleti.
Le 17 nazioni invitate a Toronto 2017 sono state nuovamente invitate, con l'aggiunta della Polonia.
- Afghanistan (8)
- Australia (72)
- Canada (39)
- Danimarca (25)
- Estonia (15)
- Francia (25)

- Georgia (15)
- Germania (19)
- Giordania (17)
- Italia (17)[34]
- Iraq (6)
- Nuova Zelanda (24)

- Paesi Bassi (23)
- Polonia (15)
- Regno Unito (72)
- Romania (15)
- Stati Uniti (70)
- Ucraina (15)

Un'altra squadra, denominata "Unconquered", era formata da concorrenti di più nazioni per rappresentare la "cooperazione internazionale".

#### Discipline
Oltre ai classici sport paralimpici, lo sponsor Jaguar Land Rover ha organizzato anche una competizione di guida.
- Atletica leggera paralimpica
- Ciclismo su strada paralimpico
- Ciclismo su strada
- Guida
- Indoor rowing

- Nuoto paralimpico
- Pallacanestro in carrozzina
- Pallavolo paralimpica
- Powerlifting paralimpico
- Rugby in carrozzina

- Tennis in carrozzina
- Tiro con l'arco
- Vela paralimpica

#### Sedi di gara
Per i giochi è stato utilizzato il parco olimpico Sydney Olympic Park, costruito per i Giochi della XXVII Olimpiade.
- Teatro dell'opera di Sydney - cerimonia di apertura
- Sydney Olympic Park Athletic Centre - atletica
- Sydney Olympic Park Hockey Centre - tiro con l'arco
- Genea Netball Centre - pallavolo paralimpica e powrlifting paralimpico
- QuayCentre - pallavolo paralimpica, pallacanestro in carrozzina e rugby in carrozzina
- NSW Tennis Centre - tennis in carrozzina
- Sydney International Aquatic Centre - nuoto
- Royal Botanic Gardens - ciclismo e vela paralimpica
- Cockatoo Island - guida
- Qudos Bank Arena - cerimonia di chiusura

### Invictus Games 2020 (tenutasi nel 2022)
Gli Invictus Games 2020 si sono tenuti dal 16 al 22 aprile 2022 a L'Aia, nei Paesi Bassi. Si sarebbero dovuti tenere dal 9 al 16 maggio 2020, ma sono stati rimandati a causa della pandemia di COVID-19.
Alla cerimonia di apertura del 16 aprile 2022 hanno partecipato il principe Henry, duca di Sussex, patrono dell'evento, sua moglie Meghan, duchessa di Sussex, ed il Ministro-presidente dei Paesi Bassi Mark Rutte. Erano presenti anche la principessa Margherita dei Paesi Bassi, presidente onorario del comitato di raccomandazione degli Invictus Games 2020, e suo figlio, il principe Pieter-Christiaan. La delegazione italiana è stata accompagnata dal Sottosegretario di Stato alla Difesa Stefania Pucciarelli e dal Capo di Stato Maggiore della Difesa Giuseppe Cavo Dragone.
Il 22 aprile 2022 il re Guglielmo Alessandro dei Paesi Bassi ha partecipato alla cerimonia di chiusura.
I giochi saranno documentati in un documentario Netflix intitolato Heart of Invictus. Alex Jones e John-James Chalmers hanno seguito l'evento in un programma notturno di 6 episodi su BBC One dal 17 al 22 aprile 2022. L'8 aprile 2022, l'ambasciata britannica nei Paesi Bassi ha annunciato la serie di podcast Invictus Voices, con interviste agli atleti.

#### Paesi partecipanti
Le 18 nazioni che hanno partecipato nel 2018 sono state nuovamente invitate, con l'aggiunta di Belgio e Sud Corea.
A causa delle misure COVID, Giordania, Afghanistan e Nuova Zelanda non hanno potuto partecipare.
- Australia
- Belgio
- Canada
- Corea del Sud
- Danimarca
- Estonia

- Francia
- Georgia
- Germania
- Italia[53]
- Iraq

- Paesi Bassi
- Polonia
- Regno Unito
- Romania
- Stati Uniti
- Ucraina

#### Discipline
Oltre ai classici sport paralimpici, lo sponsor Jaguar Land Rover ha organizzato anche una competizione di guida.
- Atletica leggera paralimpica
- Ciclismo su strada
- Guida
- Indoor rowing

- Nuoto paralimpico
- Pallacanestro in carrozzina
- Pallavolo paralimpica
- Powerlifting paralimpico

- Rugby in carrozzina
- Tiro con l'arco

### Invictus Games 2023

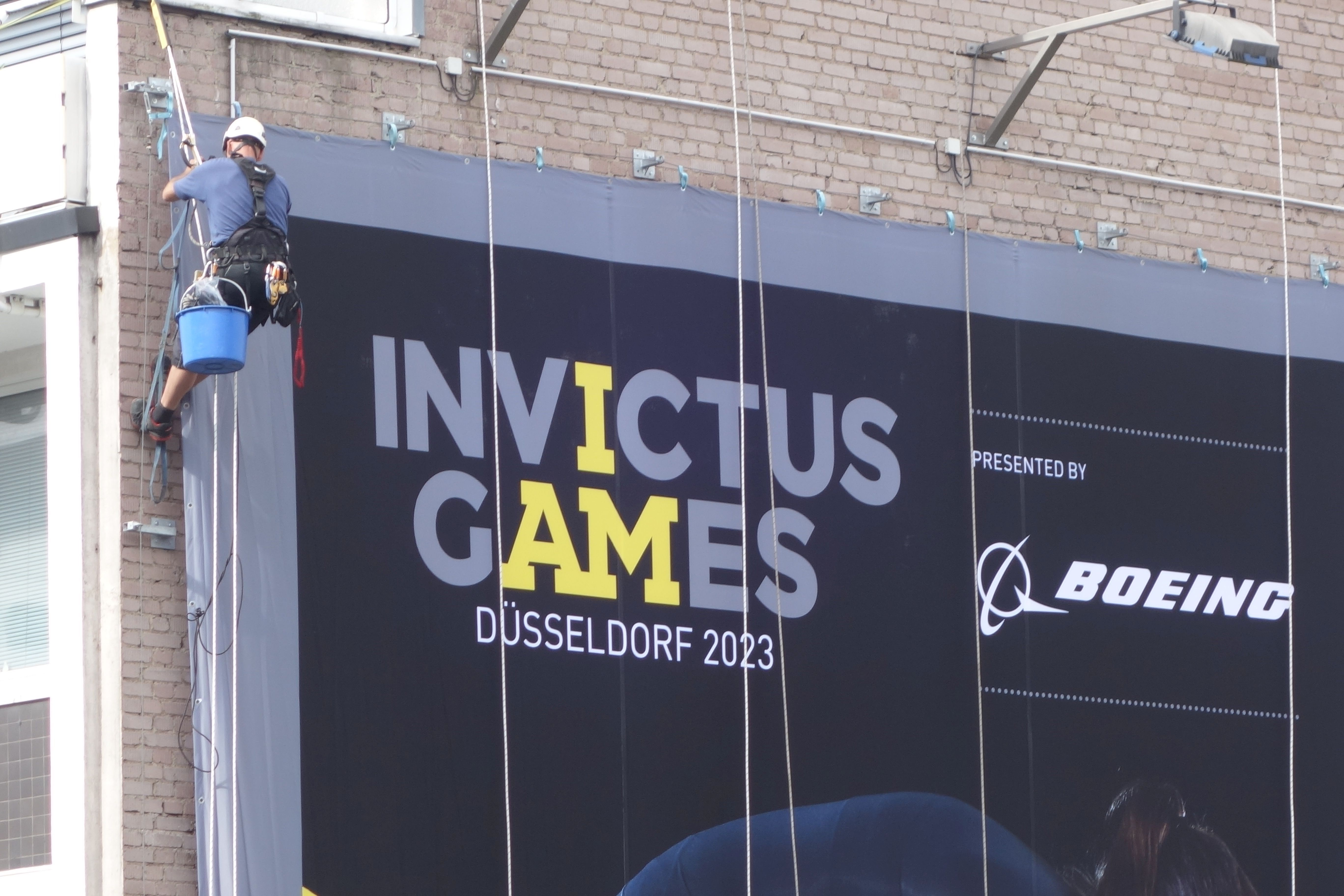
Installazione di un grande poster da parte di un arrampicatore industriale per gli Invictus Games di Düsseldorf 2023.

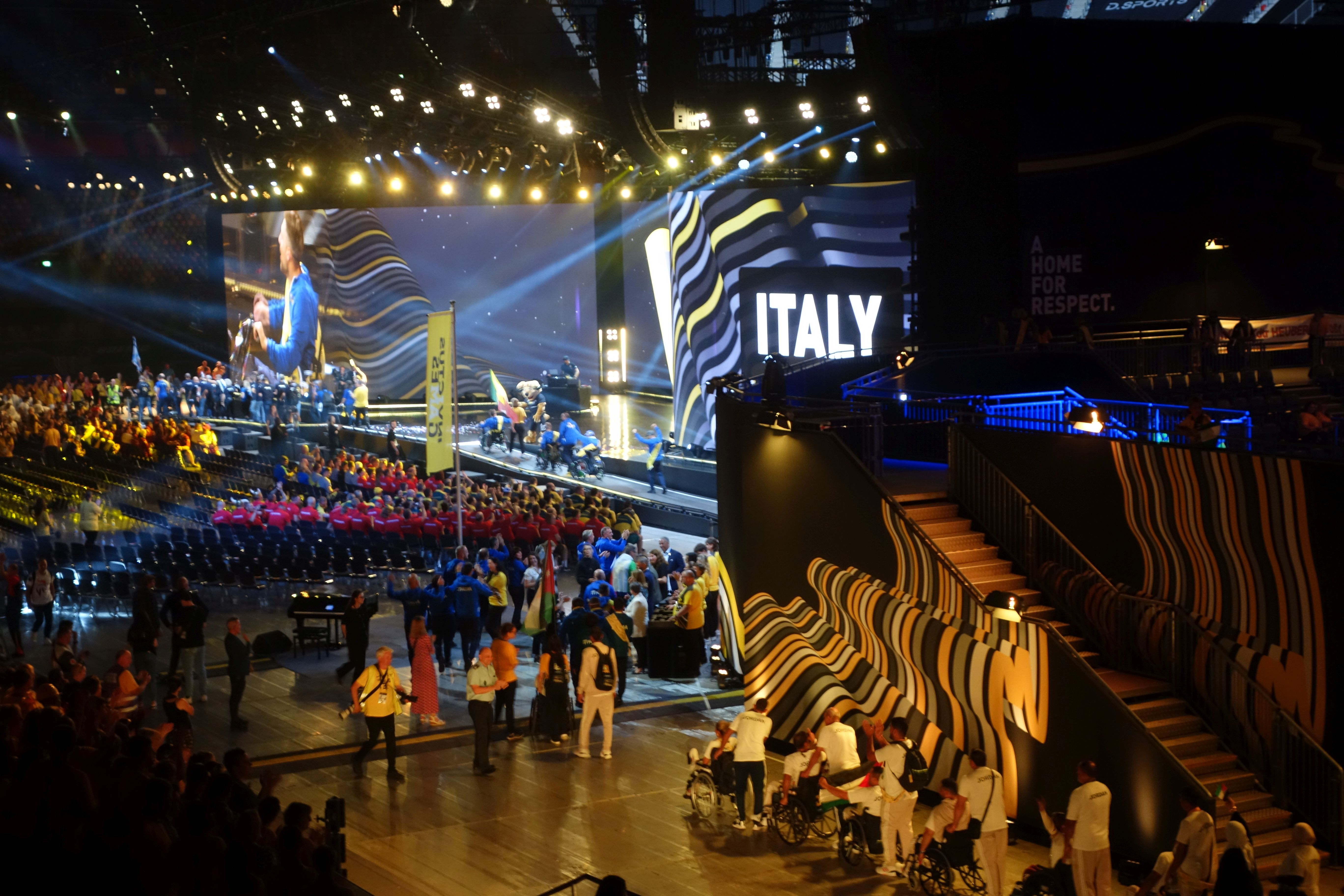
Evento di chiusura degli “Invictus Games” a Düsseldorf 2023, ingresso Italia.

La sesta edizione degli Invictus Games si è tenuta a Düsseldorf, Germania, dal 9 al 16 settembre 2023. I giochi si sarebbero dovuti tenere nel 2022; in seguito al rinvio dei Giochi del 2020 al 2022, i Giochi di Düsseldorf sono stati rinviati al 2023.

#### Paesi partecipanti
Le nazioni che hanno partecipato nel 2022 sono state nuovamente invitate, con l'aggiunta di Colombia, Israele e Nigeria. In totale hanno partecipato 513 atleti provenienti da 21 paesi.
- Australia (31)
- Belgio (11)
- Canada
- Colombia
- Corea del Sud
- Danimarca
- Estonia

- Francia
- Georgia
- Germania
- Giordania
- Italia (15)[58]
- Israele
- Nigeria

- Nuova Zelanda
- Paesi Bassi
- Polonia
- Regno Unito
- Romania
- Stati Uniti
- Ucraina

#### Discipline
- Atletica leggera paralimpica
- Ciclismo su strada
- Indoor rowing

- Nuoto paralimpico
- Pallacanestro in carrozzina
- Pallavolo paralimpica
- Powerlifting paralimpico

- Rugby in carrozzina
- Tennistavolo
- Tiro con l'arco

### Invictus Games 2025
Il 22 aprile 2022 Henry, duca di Sussex ha annunciato che gli Invictus Games 2025 si terranno a Vancouver e Whistler, Canada.
Sono stati i primi giochi a presentare sport invernali, tra cui sci alpino, sci nordico, skeleton e curling in sedia a rotelle. L'iniziativa per ospitare i giochi è stata lanciata dalla True Patriot Love Foundation, in collaborazione con il governo canadese, la provincia della Columbia Britannica, i due comuni canadesi e in collaborazione con le locali nazioni indigene Lil'wat, Musqueam, Squamish e Tsleil-Waututh.

### Edizioni future

#### Invictus Games 2027
Nel luglio 2024 è stato annunciato che Birmingham, Regno Unito, ospiterà gli Invictus Games del 2027.